# 里夏爾·加斯凱
里夏爾·加斯凱（法語：Richard Gasquet，1986年6月18日—），前法國職業網球運動員（2002年－2025年），曾經最高單打排名為世界第7。加斯凱於2007年的溫布頓網球錦標賽打入半決賽，是其職業生涯至今於大滿貫賽事中最佳的成績。2025年法国网球公开赛後，里夏爾·加斯凱退役。

## 技術風格
屬於技術全面型選手，擁有被評論為世界最優雅高效的單手反拍之一，以其一致性、速度和準確性而聞名，並受到許多過去球員和評論員的好評（如約翰·麥肯羅），他的反拍具有速度和角度，能從底線任何地方加上頂級旋轉量產生極大威力擊向對手。
正拍反而是他的明顯弱點，他的正拍繞圈過多造成效率不佳。
他擁有多變戰術且不錯的全場覆蓋率，發球亦有一定水準，他亦會積極上網截擊輔以他的底線能力，因此他在室內地毯、草地、紅土、硬地皆有不錯的成績。

## 生涯統計

### 單打

#### ATP大師賽

##### 男單亞軍（3）
| 年度 | 賽事           | 場地 | 決賽對手   | 對手國籍 | 勝方比分       |
| 2005 | 漢堡           | 紅土 | 費德勒     | 瑞士     | 6-3, 7-5, 7-64 |
| 2006 | 加拿大(多倫多) | 硬地 | 費德勒     | 瑞士     | 2-6, 6-3, 6-2  |
| 2012 | 加拿大(多倫多) | 硬地 | 德约科维奇 | 塞尔维亚 | 6-3, 6-2       |

#### 冠軍 (9)
| 奪得單打冠軍賽事                        |
| 大滿貫賽事 (0)                          |
| ATP年終賽（大師盃）/ 世界巡迴總決賽 (0) |
| ATP大師系列賽/ 世界巡迴大師賽 1000 (0)  |
| ATP黃金國際巡迴賽 / 世界巡迴賽 500 (0)  |
| ATP國際巡迴賽 / 世界巡迴賽 250 (9)      |

| 依場地性質分類 |
| 硬地 (4)       |
| 草地 (2)       |
| 紅土 (2)       |
| 室內地毯 (1)   |

| 依室內外分類 |
| 室外 (6)     |
| 室內 (3)     |

| 次數 | 日期           | ATP男單賽事                    | 場地     | 決賽對手            | 決賽比分             |
| 1.   | 2005年6月13日  | 諾丁罕公開賽，英國             | 草地     | 馬克斯·米爾內       | 6-2, 6-3             |
| 2.   | 2006年6月19日  | 諾丁罕公開賽，英國             | 草地     | 約納斯·比約克曼     | 6-4, 6-3             |
| 3.   | 2006年7月10日  | 瑞士Gstaad網球賽，瑞士         | 紅土     | 費利西亞諾·洛佩斯   | 7-64, 6-73, 6-3, 6-3 |
| 4.   | 2006年10月23日 | 里昂網賽，法國                 | 室內地毯 | 馬克·吉克爾         | 6-3, 6-1             |
| 5.   | 2007年9月30日  | 孟買公開賽，印度               | 硬地     | 奧利維埃·羅庫斯     | 6-3, 6-4             |
| 6.   | 2010年5月22日  | 尼斯網球公開賽，法國           | 紅土     | 費爾南多·貝爾達斯科 | 6-3, 5-7, 7-65       |
| 7.   | 2012年9月30日  | 泰国網球公開賽，泰国           | 室内硬地 | 吉勒·西蒙           | 6-2, 6-1             |
| 8.   | 2013年1月5日   | 卡塔尔埃克森美孚公开赛，卡塔尔 | 硬地     | 尼古莱·达维登科     | 3-6, 7-64, 6-3       |
| 9.   | 2013年2月10日  | 法国南部公开赛，法国           | 室内硬地 | 伯諾瓦·帕爾雷       | 6-2, 6-3             |

#### 亞軍 (10)
| 次數 | 日期           | ATP男單賽事              | 場地     | 決賽對手             | 決賽比分       |
| 1.   | 2004年10月11日 | 梅斯公開賽，法國         | 室內硬地 | 热罗姆·黑内尔        | 7-69, 6-4      |
| 2.   | 2005年5月9日   | 漢堡大師賽，德國         | 紅土     | 羅傑·費德勒          | 6-3, 7-5, 7-64 |
| 3.   | 2006年8月7日   | 加拿大大師賽，加拿大     | 硬地     | 羅傑·費德勒          | 2-6, 6-3, 6-2  |
| 4.   | 2007年4月29日  | 埃斯托利爾公開賽，葡萄牙 | 紅土     | 諾瓦克·喬科維奇      | 7-67, 0-6, 6-1 |
| 5.   | 2007年10月1日  | AIG日本公開賽，日本      | 硬地     | 大衛·費雷爾          | 6-1, 6-2       |
| 6.   | 2008年7月13日  | 斯圖加特網球賽，德國     | 紅土     | 胡安·馬丁·德爾波特羅 | 6-4, 7-5       |
| 7.   | 2010年1月16日  | 雪梨網球公開賽，澳洲     | 硬地     | 马科斯·巴格达蒂斯    | 6-4, 7-62      |
| 8.   | 2010年8月1日   | 瑞士公開賽，瑞士         | 红土     | 尼古拉斯·阿尔玛格罗  | 7-5, 6-1       |
| 9.   | 2012年5月6日   | 埃斯托利爾公開賽，葡萄牙 | 红土     | 胡安·马丁·德尔波特罗 | 6-4, 6-2       |
| 10.  | 2012年8月12日  | 加拿大大师赛，加拿大     | 硬地     | 諾瓦克·喬科維奇      | 6-3, 6-2       |

## 外部連結
- 官方网站
- 里夏爾·加斯凱（英文/西班牙文）的官方資料
- 里夏爾·加斯凱的國際網球總會 職業／青少年 官方資料（英文）
- 里夏爾·加斯凱的官方資料（英文）